# Герои Российской Федерации — П

В настоящем списке представлены в алфавитном порядке Герои Российской Федерации, чьи фамилии начинаются с буквы «П». Список содержит информацию о роде войск (службе, деятельности) Героев на время присвоения звания, дате рождения, месте рождения, дате смерти и месте смерти Героев.
 Серым цветом в таблице выделены Герои, награждённые посмертно. 
| №  | Фото | Фамилия Имя Отчество                | Род войск, служба         | Годы жизни                         | Место рождения                                                                          | Место гибели (смерти)                                             |        |
| -- | ---- | ----------------------------------- | ------------------------- | ---------------------------------- | --------------------------------------------------------------------------------------- | ----------------------------------------------------------------- | ------ |
| 1  |      | Павлов, Александр Валерьевич        | авиация                   | род. 12 декабря 1969               | Жуковский, Московская область, РСФСР                                                    |                                                                   | [ 1 ]  |
| 2  |      | Падалка, Валентин Анатольевич       | авиация                   | род. 7 апреля 1960                 | хутор Задонский, Азовский район, Ростовская область, РСФСР                              |                                                                   | [ 2 ]  |
| 3  |      | Падалка, Геннадий Иванович          | Лётчик-космонавт          | род. 21 июня 1958                  | Краснодар, РСФСР                                                                        |                                                                   | [ 3 ]  |
| 4  |      | Палагин, Сергей Вячеславович        | авиация                   | 26 марта 1968 — 6 ноября 2020      | Саратов, РСФСР                                                                          | Краснодар, Российская Федерация                                   |        |
| 5  |      | Палазник, Никита Андреевич          | ВВ МВД                    | род. 15 октября 1995               | Саратов, Российская Федерация                                                           |                                                                   |        |
| 6  |      | Паламарчук, Валерий Сергеевич       | Бронетанковые войска      | 4 января 1985 — 9 августа 2022     | Гусев, Калининградская область, РСФСР                                                   | Харьковская область, Украина                                      |        |
| 7  |      | Палатиди, Алексей Иванович          | ВВ МВД                    | 25 августа 1976 — 10 сентября 1999 | ст. Натухаевская, Анапский район, Краснодарский край, РСФСР                             | у с. Гамиях, Новолакский район, Дагестан, Российская Федерация    |        |
| 8  |      | Панасюк, Александр Петрович         | ВМФ                       |                                    |                                                                                         |                                                                   |        |
| 9  |      | Панков, Александр Егорович          | МВД                       | 20 ноября 1953 — 4 октября 1993    | д. Дубна, Белёвский район, Тульская область, РСФСР                                      | Москва, Российская Федерация                                      |        |
| 10 |      | Панов, Андрей Александрович         | Десантные войска          | 25 февраля 1974 — 1 марта 2000     | Смоленск, РСФСР                                                                         | высота 776, Чечня, Российская Федерация                           |        |
| 11 |      | Панов, Владислав Викторович         | Десантные войска          | 26 июля 1973 — 4 октября 1993      | Липецк, РСФСР                                                                           | Москва, Российская Федерация                                      | [ 4 ]  |
| 12 |      | Панов, Сергей Александрович         | Бронетанковые войска      | 13 марта 1989 — 4 марта 2022       | посёлок Строителей, Оренбургский район, Оренбургская область, РСФСР                     | Украина                                                           |        |
| 13 |      | Панфилов, Александр Вячеславович    | Мотострелки               | род. 3 июня 1959                   | Надеждино, Калтасинский район, Башкирская АССР, РСФСР                                   |                                                                   |        |
| 14 |      | Панфилов, Анатолий Тихонович        | ВМФ                       | 5 июля 1955 — 5 мая 2007           | Кемерово, РСФСР                                                                         | Наро-Фоминский район, Московская область, Российская Федерация    |        |
| 15 |      | Панфилов, Илья Борисович            | Войска РХБЗ               | род. 25 мая 1973                   | Тамбов, РСФСР                                                                           |                                                                   |        |
| 16 |      | Паньков, Вадим Иванович             | Десантные войска          | род. 2 января 1968                 | Гомель, Белорусская ССР                                                                 |                                                                   |        |
| 17 |      | Паньков, Михаил Анатольевич         | Генералитет               | род. 20 июля 1952                  | Бичурский район, Бурятская АССР, РСФСР                                                  |                                                                   |        |
| 18 |      | Парфёнов, Дмитрий Георгиевич        | авиация                   | 22 августа 1919 — 30 июня 1941     | Глазово, Новгородская губерния, РСФСР                                                   | Даугавпилсский район, Латвийская ССР                              | [ 5 ]  |
| 19 |      | Парчинский, Евгений Николаевич      |                           | 15 февраля 1946 — 30 августа 2012  | Серов, Свердловская область, РСФСР                                                      | Екатеринбург, Российская Федерация                                | [ 6 ]  |
| 20 |      | Пассар, Максим Александрович        | Мотострелки               | 30 августа 1923 — 22 января 1943   | с. Нижний Катар Дальневосточный край, РСФСР                                             | Песчанка, Городищенский район, Сталинградская область, РСФСР      | [ 7 ]  |
| 21 |      | Патрушев, Николай Платонович        | ФСБ                       | род. 11 июля 1951                  | Ленинград, РСФСР                                                                        |                                                                   |        |
| 22 |      | Пашаев, Давид Гусейнович            | Конструктор               | 19 июля 1940 — 6 апреля 2010       | с. Осташёво Московская область, РСФСР                                                   | Москва, Российская Федерация                                      | [ 8 ]  |
| 23 |      | Пашин, Валентин Михайлович          | Конструктор               | 25 июля 1937 — 15 декабря 2013     | пос. Алексеевка, Хвалынский район, Саратовская область, РСФСР                           | Санкт-Петербург, Российская Федерация                             | [ 9 ]  |
| 24 |      | Пащенко, Алексей Сергеевич          | Мотострелки               | 9 октября 1985 — 8 января 2023     | с. Бобровка, Шипуновский район, Алтайский край, РСФСР                                   | Украина                                                           |        |
| 25 |      | Пащенко, Василиса Сергеевна         | авиация                   | 1923 — 19 апреля 1945              | Миллерово, Донская область, РСФСР                                                       | район г. Брно, Чехословакия                                       |        |
| 26 |      | Пегишев, Александр Игоревич         | Десантные войска          | род. 2 октября 1962                | с. Сальник, Калиновский район, Винницкая область, Украинская ССР                        |                                                                   |        |
| 27 |      | Пелих, Александр Петрович           | авиация                   | 19 ноября 1948 — 12 мая 2008       | с. Должик, Ахтырский район, Сумская область, Украинская ССР                             | Луховицы, Московская область, Российская Федерация                | [ 10 ] |
| 28 |      | Переславцев, Сергей Борисович       | авиация                   | род. 3 апреля 1951                 | Красноярск, РСФСР                                                                       |                                                                   | [ 11 ] |
| 29 |      | Перец, Сергей Владимирович          | МВД                       | 28 сентября 1969 — 16 августа 2002 | Кострома, РСФСР                                                                         | Урус-Мартановский район, Чечня, Российская Федерация              |        |
| 30 |      | Перминов, Дмитрий Сергеевич         | ВВ МВД                    | род. 3 апреля 1979                 | Омск, РСФСР                                                                             |                                                                   |        |
| 31 |      | Перов, Александр Валентинович       | ФСБ                       | 17 мая 1975 — 3 сентября 2004      | Вильянди, Эстонская ССР                                                                 | Беслан, Республика Северная Осетия - Алания, Российская Федерация |        |
| 32 |      | Першиков, Василий Анатольевич       | авиация                   | 14 января 1961 — 11 сентября 1999  | Ростов-на-Дону, РСФСР                                                                   | с. Гамиях, Новолакский район, Дагестан, Российская Федерация      |        |
| 33 |      | Песковой, Максим Владимирович       | Мотострелки               | 7 октября 1995 — 17 марта 2022     | Томск, РСФСР                                                                            | Украина                                                           |        |
| 34 |      | Петелин, Михаил Александрович       | Мотострелки               | род. 13 апреля 1997                | Купино, Новосибирская область                                                           |                                                                   |        |
| 35 |      | Петрачков, Павел Анатольевич        | ВВ МВД                    | 30 августа 1979 — 4 февраля 2010   | Омск, РСФСР                                                                             | Алхазурово, Урус-Мартановский район, Чечня, Российская Федерация  |        |
| 36 |      | Петриков, Игорь Анатольевич         | Мотострелки               | 14 августа 1966 — 28 марта 1995    | с. Рысли, Моршанский район, Тамбовская область, РСФСР                                   | Шали, Чечня, Российская Федерация                                 |        |
| 37 |      | Петров, Александр Петрович          | авиация                   | 22 декабря 1952 — 21 июня 2017     | Липецк, РСФСР                                                                           | Липецк, Российская Федерация                                      |        |
| 38 |      | Петров, Василий Петрович            | авиация                   | 27 декабря 1912 — 3 декабря 2002   | дер. Мутовозово, Опочецкий уезд, Псковская губерния, Российская империя                 | Москва, Российская Федерация                                      | [ 12 ] |
| 39 |      | Петров, Дмитрий Владимирович        | Десантные войска          | 10 июня 1974 — 1 марта 2000        | Ростов-на-Дону, РСФСР                                                                   | высота 776, Чечня, Российская Федерация                           |        |
| 40 |      | Петров, Михаил Георгиевич           | авиация                   | 4 ноября 1917 — 14 ноября 1998     | д. Городилово, Московская губерния, Российская республика                               | Москва, Российская Федерация                                      | [ 13 ] |
| 41 |      | Петров, Николай Алексеевич          | Мотострелки               | 24 сентября 1999 — 15 марта 2023   | с. Тоскаево, Яльчикский район, Чувашская республика                                     | Украина                                                           |        |
| 42 |      | Петров, Олег Михайлович             | ВВ МВД                    | 18 апреля 1974 — 4 октября 1993    | Череповец, Вологодская область, РСФСР                                                   | Москва, Российская Федерация                                      | [ 14 ] |
| 43 |      | Петров, Сергей Васильевич           | Десантные войска          | род. 30 августа 1967               | с. Беляевка, Беляевский район, Оренбургская область                                     |                                                                   |        |
| 44 |      | Петруша, Вячеслав Станиславович     | авиация                   | род. 1 марта 1958                  | Клайпеда, Литовская ССР                                                                 |                                                                   |        |
| 45 |      | Петрушин, Владимир Александрович    | авиация                   | 1 апреля 1986 — 24 июня 2022       | Хабаровский край, РСФСР                                                                 | Рязань, Российская Федерация                                      |        |
| 46 |      | Петрушко, Сергей Игоревич           | ВВ МВД                    | 2 апреля 1958 — 3 января 1995      | Душанбе, Таджикская ССР                                                                 | ст. Ассиновская, Сунженский район, Чечня, Российская Федерация    |        |
| 47 |      | Петухов, Вадим Алексеевич           | ФСИН                      | род. 6 августа 1969                | Новочеркасск, Ростовская область, РСФСР                                                 |                                                                   |        |
| 48 |      | Печников, Александр Валентинович    | Разведка ГРУ              | 10 октября 1958 — 28 мая 1995      | Майкоп, Адыгейская АО, Краснодарский край, РСФСР                                        | Чечня, Российская Федерация                                       |        |
| 49 |      | Пешков, Олег Анатольевич            | Воздушно-космические силы | 3 августа 1970 — 24 ноября 2015    | село Косиха, Алтайский край, РСФСР                                                      | Горы Туркмен, мухафаза Латакия, Сирия                             | [ 15 ] |
| 50 |      | Пивоваров, Олег Алексеевич          | Мотострелки               | род. 15 ноября 1998                | Красноярск                                                                              |                                                                   |        |
| 51 |      | Письменный, Владимир Леонидович     | ФСБ                       | род. 30 октября 1964               | Плахо-Петровка, Белокуракинский район, Луганская область, Украинская ССР                |                                                                   |        |
| 52 |      | Плотников, Дмитрий Павлович         | Бронетанковые войска      | 2 августа 1918 — 4 сентября 2012   | пос. Верхне-Авзяно-Петровский завод, Верхнеуральский уезд, Оренбургская губерния, РСФСР | Пермь, Российская Федерация                                       | [ 16 ] |
| 53 |      | Плотникова, Марина Владимировна     |                           | 11 мая 1974 — 30 июня 1991         | Зубрилово, Тамалинский район, Пензенская область, РСФСР                                 | Пензенская область, РСФСР                                         | [ 17 ] |
| 54 |      | Подвальный, Сергей Викторович       | МВД                       | 13 октября 1967 — 9 октября 2005   | Махачкала, Дагестанская АССР, РСФСР                                                     | Махачкала, Дагестан, Российская Федерация                         |        |
| 55 |      | Подорожный, Дмитрий Владимирович    | ФСБ                       |                                    |                                                                                         |                                                                   |        |
| 56 |      | Поздеев, Иван Владимирович          | Десантные войска          | 7 января 1985 — 28 июля 2022       | Усть-Цильма, Коми АССР, РСФСР                                                           | Херсонская область, Украина                                       |        |
| 57 |      | Поздняков, Михаил Иванович          | авиация                   | род. 7 октября 1947                | дер. Еловка, Тюменская область, РСФСР                                                   |                                                                   |        |
| 58 |      | Полещук, Александр Фёдорович        | Лётчик-космонавт          | род. 30 октября 1953               | Черемхово, Иркутская область, РСФСР                                                     |                                                                   | [ 18 ] |
| 59 |      | Полковников, Дмитрий Александрович  | Морская пехота            | род. 3 июня 1970                   | Кострома, РСФСР                                                                         |                                                                   |        |
| 60 |      | Половинка, Валерий Валерьевич       | Десантные войска          | 1995 — 2023                        |                                                                                         | Украина                                                           |        |
| 61 |      | Полосухин, Виктор Иванович          | Мотострелки               | 28 февраля 1904 — 18 февраля 1942  | Кузнецк-Сибирский, Томская губерния                                                     | район д. Иваники, Уваровский район, Московская область, РСФСР     |        |
| 62 |      | Полушин, Сергей Александрович       |                           |                                    |                                                                                         |                                                                   |        |
| 63 |      | Полушкин, Михаил Николаевич         | Морская пехота            |                                    |                                                                                         |                                                                   |        |
| 64 |      | Поляков, Валерий Владимирович       | Лётчик-космонавт          | род. 27 апреля 1942                | Тула, РСФСР                                                                             |                                                                   | [ 19 ] |
| 65 |      | Поляков, Сергей Юрьвич              | Разведка ГРУ              | 16 февраля 1975 — 2 февраля 2023   | хут. Ягодинка, Октябрьский район, Ростовская область, РСФСР                             | Украина                                                           |        |
| 66 |      | Полянский, Валентин Валентинович    | Десантные войска          | 16 июля 1954 — 3 января 2009       | с. Пиково Чаплыгинский район, Липецкая область, РСФСР                                   | Москва, Российская Федерация                                      |        |
| 67 |      | Пономарёв, Александр Иванович       | МВД                       | род. 27 марта 1966                 | Воронеж, РСФСР                                                                          |                                                                   |        |
| 68 |      | Пономарёв, Виктор Александрович     | Мотострелки               | 27 февраля 1961 — 21 декабря 1994  | Елань, Еланский район, Сталинградская область, РСФСР                                    | Петропавловская, Грозненский район, Чечня, Российская Федерация   |        |
| 69 |      | Пономаренко, Артём Александрович    | Мотострелки               | 12 мая 1993 — 11 октября 2023      | Новокуйбышевск, Самарская область                                                       | Украина                                                           |        |
| 70 |      | Попов, Александр Викторович         | Разведка ГРУ              | 20 ноября 1974 — 2 июля 2018       | Новосибирск, Новосибирская область, РСФСР                                               | Москва, Российская Федерация                                      |        |
| 71 |      | Попов, Александр Николаевич         | Десантные войска          | 18 июня 1996 — 23 июня 2022        | Алупка, Автономная Республика Крым                                                      | Украина                                                           |        |
| 72 |      | Попов, Валерий Витальевич           | Десантные войска          | 27 октября 1976 — 12 января 2001   | Алейск, Алтайский край, РСФСР                                                           | Москва, Российская Федерация                                      |        |
| 73 |      | Попов, Геннадий Леонидович          | ВМФ                       | 29 июля 1941 — 21 февраля 2012     | с. Красная Горка, Асекеевский район, Чкаловская область, РСФСР                          | Санкт-Петербург, Российская Федерация                             |        |
| 74 |      | Попов, Леонид Степанович            | авиация                   | 28 ноября 1940 — 6 июля 2023       | Казань, Татарская АССР, РСФСР                                                           | Жуковский, Московская область, Российская Федерация               | [ 20 ] |
| 75 |      | Попов, Михаил Сергеевич             | ВМФ                       | род. 23 марта 1990                 | пгт. Печенга, Мурманская область, РСФСР                                                 |                                                                   |        |
| 76 |      | Портнягин, Денис Олегович           | Силы специальных операций | род. 19 октября 1989               | Ивантеевка, Ивантеевский район, Саратовская область, РСФСР                              |                                                                   |        |
| 77 |      | Посадский, Владислав Анатольевич    | Мотострелки               | 11 сентября 1964 — 23 января 2004  | пос. Салтыковка, Балашихинский район, Московская область, РСФСР                         | Чечня, Российская Федерация                                       |        |
| 78 |      | Постоялко, Александр Викторович     | Десантные войска          | род. 21 июня 1976                  | Унеча, Брянская область, РСФСР                                                          |                                                                   |        |
| 79 |      | Потапов, Александр Игоревич         | ВВ МВД                    | 23 ноября 1989 — 30 августа 2022   | Шиханы, Саратовская область, РСФСР                                                      | Изюм, Украина                                                     |        |
| 80 |      | Поташев, Максим Вячеславович        | Мотострелки               | род. 1994                          | Шуньга, Медвежьегорский район, Республика Карелия                                       |                                                                   |        |
| 81 |      | Поташов, Валерий Серпионович        | авиация                   | род. 5 июня 1948                   | пос. Урожайный, Заводоуковский район, Тюменская область, РСФСР                          |                                                                   | [ 21 ] |
| 82 |      | Потылицын, Виталий Николаевич       | Мотострелки               | 17 мая 1973 — 17 августа 1996      | Кара-Суу, Ошская область, Киргизская ССР                                                | Грозный, Чечня, Российская Федерация                              |        |
| 83 |      | Преминин, Сергей Анатольевич        | ВМФ                       | 18 октября 1965 — 3 октября 1986   | дер. Скорняково, Великоустюгский район, Вологодская область, РСФСР                      | Саргассово море                                                   |        |
| 84 |      | Прибытков, Андрей Николаевич        | Мотострелки               | род. 13 апреля 1971                | Ленинград, РСФСР                                                                        |                                                                   |        |
| 85 |      | Пригожин, Евгений Викторович        |                           | 1 июня 1961 — 23 августа 2023      | Ленинград, РСФСР                                                                        | Куженкино, Бологовский район, Тверская область                    |        |
| 86 |      | Прокопенко, Фёдор Фёдорович         | авиация                   | 5 июня 1916 — 3 сентября 2007      | Мариинск, Томская губерния, Российская империя                                          | Москва, Российская Федерация                                      | [ 13 ] |
| 87 |      | Прокопьев, Сергей Валерьевич        | Лётчик-космонавт          | род. 19 февраля 1975               | Свердловск, РСФСР                                                                       |                                                                   |        |
| 88 |      | Проничев, Владимир Егорович         | ФСБ                       | род. 1 марта 1953                  | Мелитополь, Запорожская область, Украинская ССР                                         |                                                                   |        |
| 89 |      | Пронягин, Дмитрий Юрьевич           | Мотострелки               | род. 11 сентября 1963              | Александрия, Объединённая Арабская Республика                                           |                                                                   |        |
| 90 |      | Прохоренко, Александр Александрович | Силы специальных операций | 22 июня 1990 — 17 марта 2016       | Городки, Оренбургская область, РСФСР                                                    | Пальмира, Тадмор, провинция Хомс, Сирия                           |        |
| 91 |      | Проценко, Олег Петрович             | ВВ МВД                    | 20 января 1979 — 10 сентября 1999  | ст. Новолабинская, Усть-Лабинский район, Краснодарский край, РСФСР                      | Новолакский район, Дагестан, Российская Федерация                 |        |
| 92 |      | Прусаков, Геннадий Анатольевич      | ФСБ                       | род. 1 ноября 1961                 | с. Марушкино, Наро-Фоминский район, Московская область, РСФСР                           |                                                                   | [ 22 ] |
| 93 |      | Пузиновский, Александр Юрьевич      | ВВ МВД                    | 23 января 1987 — 12 января 2009    | Сыктывкар, Коми АССР, РСФСР                                                             | у с. Бамут, Ачхой-Мартановский район, Чечня, Российская Федерация |        |
| 94 |      | Пуцыкин, Алексей Викторович         | Десантные войска          | 15 ноября 1980 — 12 августа 2008   | пос. Лиманское, Раздельнянский район, Одесская область, Украинская ССР                  | Джава, Южная Осетия, Грузия                                       |        |
| 95 |      | Пытков, Вячеслав Владимирович       | ВВ МВД                    | род. 10 сентября 1972              | Тысья, Спасский район, Рязанская область, РСФСР                                         |                                                                   |        |
| 96 |      | Пятин, Сергей Витальевич            | Бронетанковые войска      | род. 7 августа 1984                | с. Новотроицкое, Шабалинский район, Кировская область                                   |                                                                   |        |
| 97 |      | Пятницких, Сергей Иванович          | Десантные войска          | 22 декабря 1959 — 10 января 1995   | д. Белевец, Становлянский район, Липецкая область, РСФСР                                | Грозный, Российская Федерация                                     |        |